# Pseuderanthemum muelleri-fernandi
Pseuderanthemum muelleri-fernandi är en akantusväxtart som beskrevs av Gustav Lindau. Pseuderanthemum muelleri-fernandi ingår i släktet Pseuderanthemum och familjen akantusväxter. Inga underarter finns listade i Catalogue of Life.